# Departamento de Policía de Miami-Dade

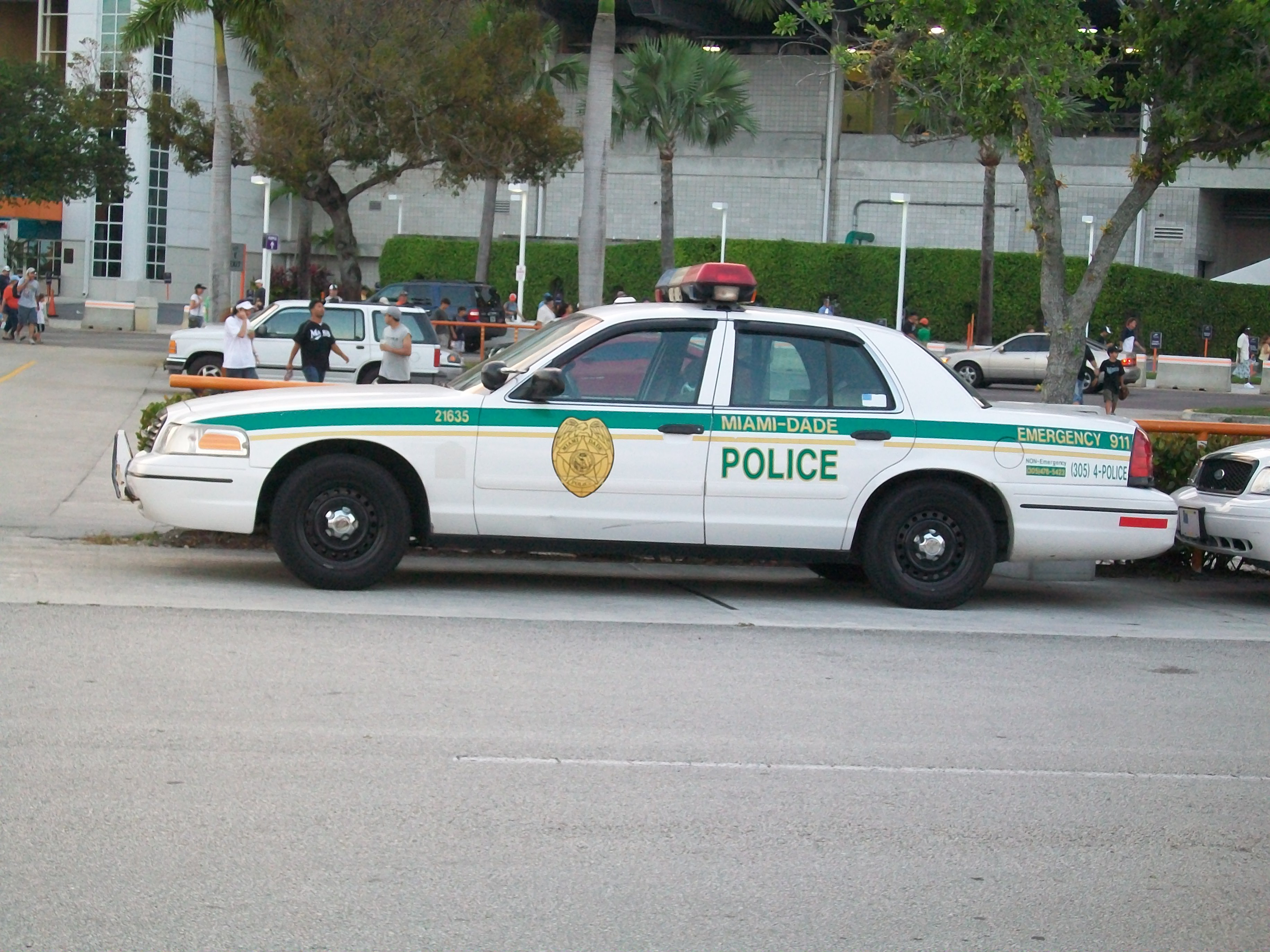
Un coche del departamento, un Ford Crown Victoria interceptor, estacionado fuera del Sun Life Stadium.

El Departamento de Policía de Miami-Dade (Miami-Dade Police Department, MDPD) es el departamento de policía del Condado de Miami-Dade, Florida, Estados Unidos. El departamento tiene su sede en Doral. James Loftus es el jefe del departamento.

## Estaciones
1. Northwest Station (Miami Lakes)
2. Northside Station (West Little River)
3. Midwest Station (Doral)
4. South District Station (Palmetto Bay)
5. Kendall Station (Kendall)
6. Intracoastal Station (North Miami Beach)
7. Hammocks Station (The Hammocks)[4]